# ألان كيث ديفيدسون
ألان كيث ديفيدسون (14 يونيو 1929 في أستراليا - 30 أكتوبر 2021) (بالإنجليزية: Alan Davidson) هو لاعب كريكت أسترالي. شارك مع منتخب أستراليا الوطني للكريكت. أما مع النوادي، فقد لعب مع فريق جنوب ويلز الجديد للكريكت ‏.

## وصلات خارجية
- ألان كيث ديفيدسون على موقع إي آس بي آن كريك إنفو (الإنجليزية)
- ألان كيث ديفيدسون على موقع قاعة أستراليا للمشاهير الرياضية (الإنجليزية)